# Pac-Man e as Aventuras Fantasmagóricas
Pac-Man and the Ghostly Adventures (bra/prt: Pac-Man e as Aventuras Fantasmagóricas) (no Japão conhecida como Pac-World [/パックワールド - Pakkuwārudo]) é uma série de televisão feita em animação computadorizada, produzida pela 41 Entertainment para Disney XD com base na série de jogos eletrônicos Pac-Man da Namco Bandai Games. Foi produzida por Avi Arad e Animado Pela OLM, Inc. está em exibição desde 15 de julho de 2013. A série é apresentada em 3D estereoscópico.
Na maior parte do mundo, a série é exibida pelo canal Disney XD.
No Japão, a série foi exibida no Tokyo MX e BS11 desde 5 de abril de 2014.
No Brasil, a série foi exibida pelo canal pago Gloob que exibiu todos os episódios da 1ª e 2ª temporada desde a sua estreia no dia 27 de setembro de 2013. A série também está disponível no Brasil em português brasileiro pela Netflix. No dia 1 de Janeiro de 2019, a série estreou em canal aberto pela Rede Bandeirantes no bloco Verão Animado (que mais tarde, com o fim do Horário de Verão em Abril teve seu nome alterado para Mundo Animado), e atualmente também é exibido no bloco Band Kids.
Em Portugal, a série foi exibida pelo canal SIC K desde a sua estreia no dia 19 de abril de 2014, depois pela SIC no bloco LOL@SIC e mais tarde pelo Biggs. A série também está disponível em Portugal em português europeu na Netflix.

## Enredo
A história se passa no fictício universo Mundo-Pac, lar de criaturas esféricas que constantemente é atacado pelos fantasmas do Mundo Inferior. Pac-Man é um jovem herói que junto de seus amigos Cilindra e Espiral lutam para salvarem seu mundo com seus poderes.

## Personagens

### Mundo Pac
- Pac-Man, é o personagem principal e o herói do Mundo-Pac. Ele é um pac-garoto amarelo e redondo o único capaz de usar as frutas de poder para devorar os fantasmas de mundo inferior. Ele é muito brincalhão, mas sempre consegue forças para derrotar os fantasmas e Tráidor. Ele também é órfão e o último ser amarelo do Mundo-Pac. Voz original: Erin Mathews; Voz brasileira: Rodrigo Antas; Voz portuguesa: Francisco Areosa
- Cilindra, é a melhor amiga de Pac-Man, e possível interesse amoroso. Uma pac-garota rosa de óculos e duas longas marias-chiquinhas. Ela junto de Espiral ajuda Pac-Man a derrotar os fantasmas geralmente equipada com uma pistola assim como Espiral. Ela equivale a uma contraparte da Ms. Pac-Man dos jogos clássicos ela possui uma paixão secretapor Pac-Man. Voz original: Andrea Libman; Voz brasileira: Ana Elena; Voz portuguesa: Adriana Moniz
- Espiral, outro melhor amigo de Pac-Man. Um grande pac-garoto vermelho com um pequeno cabelo azul espetado. Assim como Cilindra ele também auxilia Pac-Man nas suas aventuras com uma pistola laser. Equivale possivelmente a uma contraparte do Junior dos jogos clássicos, apesar dele ser o filho de Pac e não amigo. Voz original: Sam Vincent; Voz portuguesa: Carlos Macedo; Voz brasileira: Wirley Contaifer
- Skeebo, Um jock pomposo e tolo azul que escolhe constantemente em Pac-Man para se divertir. Ele era o namorado da Pac-Garota Cilindra amiga de Pac Man até acontecer um ataque fantasma pela primeira vez, um fantasma ciclope aparece na frente dele e da sua namorada Cilindra ele sai correndo de medo conversa com o Espiral sobre salvar a Cilindra ele então com muito medo do ciclope, termina com Cilindra logo no primeiro episódio ele possui uma bela voz que faz os cidadãos de Pacopolis e os pássaros se encantar e chorar. Voz brasileira: Yan Gesteira
- Braces, Colega do Pac-Man e a filha do Sr. Strictler. Ela é uma rosa Pac-Garota como Cilindra, mas com um penteado diferente. Voz brasileira: Flávia Saddy
- Sr. Strickler, Ele é o pai da Braces. O Sr. Strickler é o pai de Braces ele trabalha na auto escola de Pacopolis e costuma reprovar a maioria dos alunos inclusive sua filha. Voz brasileira: Samir Murad
- O Pacnador, Um vilão do Mundo-Pac que foi responsável por congelamento e matando a maioria dos amarelinhos. Voz brasileira: Mário Cardoso
- Rotunda, A mãe do Presidente Esfera e do Lorde Tráidor. Voz brasileira: Marly Ribeiro
- Doug, Uma das parcelas do Dr. Buttocks acabou descongelando Doug do gelo em que ele foi congelado. Ele tem uma queda por Cilindra e é revelado para ser um órfão. Devido à idiotas descuidados e palhaçadas de Espiral, Doug foi caçado por vários cientistas. Felizmente Pac e seus amigos conseguiram levar ele de volta para sua casa e linha do tempo onde o Pac-a-Chini foi roubado. Voz brasileira: Fred Mascarenhas
- Elli, Uma Cidadã Pac rosa claro que visita Pacopolis de Pac-Tókio e é a sobrinha do Presidente Esfera e a sobrinha do Tráidor. Voz brasileira: Jéssica Vieira
- Super Esferia, Uma laranja do Mundo-Pac que passa a ser a tia do Pac-Man. Voz brasileira: Gabriela Bicalho
- Sr. Dome, O professor de ginástica que ensinou Pac-Man e alguns alunos para ser atlético em Educação Física. Voz brasileira: Raul Labanca
- Obtuso, Um senhor do crime verde escuro do Mundo Inferior do crime do Mundo-Pac. Voz brasileira: Guilherme Briggs
- Sr. Cumference , é o maior cientista do Mundo-Pac. Está sempre fazendo inventos para ajudar Pac-Man e seus amigos a derrotarem Tráidor e seu exército de fantasmas, embora seja um pouco desastrado e brincalhão. Ele equivale a uma contraparte do Professor Pac-Man dos jogos clássicos. Voz brasileira: Pietro Mário
- Presidente Esfera, é o presidente do Mundo-Pac e irmão de Tráidor. Ele sempre manda Pac-Man e seus amigos em missões para salvar o Mundo-Pac. Voz brasileira: Júlio Chaves
- O'Drool, Ele é bastante significativo e responsabiliza o Senhor Cumference para a causa do calor, que realmente foi feito pelo Dr. Buttocks. Depois enredo o Dr. Buttocks foi frustrado por Pac-Man, ele foi demitido pelo Presidente Esfera por sua arrogância e foi levado pela segurança. Voz brasileira: Élcio Romar
- Sra. Globular, é a professora do Pac-Man. Ela tem um Pac-Cão nomeado Fofinho. Voz brasileira: Márcia Morelli
- Sunny, é a mãe do Pac-Man e a esposa de Zac. Ela e o marido Zac, estão em o estado de vida desconhecido. Voz brasileira: Andréa Murucci
- Zac, é o pai do Pac-Man, ele era um agente guerra hábil. Durante a revolta do Tráidor, ele sumiu e foi dado como morto junto com a esposa, que conduziu Pac para ser órfãos até hoje ninguém sabe exatamente o que aconteceu com ele e sua esposa Sunny. Voz brasileira: Ricardo Schnetzer
- Pac Noel, é a versão do Mundo-Pac do Papai Noel que tem magia qualificada e habilidades de luta e aparece pela primeira vez em "Pac Noel". Tráidor seqüestra ele para impedir o Dia da Frutinha de vir, mas esta tentativa falha. Pac-Man depois resgata ele e restaura o feriado. Voz brasileira: Márcio Seixas

### Fantasmas
Lorde Tráidor, é o principal vilão da série. O líder supremo dos fantasmas e do Mundo Inferior que tenta dominar o Mundo-Pac através de seu exército de fantasmas e monstros. Ele é um fantasma preto e branco com olhos vermelhos e várias manchas vermelhas pelo corpo. Voz brasileira: Reginaldo Primo
- Dr. Buttocks, é o cientista doido de Tráidor. É o responsável por criar todas as invenções contra Pac-Man e seus amigos, mas sempre falha no final. Ele equivale ao Sr. Cumference no mundo inferior. Voz brasileira: Mauro Ramos
- Mordomo, é o irmão gêmeo de Buttocks e o mordomo de Tráidor. Voz brasileira: André Belizar
- Espectro, Um espião fantasma que trabalha para Tráidor pedida para o depósito e é muito mais forte e mais esperto do que os outros fantasmas desde que ele foi o primeiro a nunca ter comido por Pac. O Doutor Buttocks tem mostrado algum ciúme dele. Voz brasileira: Guilherme Briggs (1ª voz)
- Mestre Gu, Ele é um calmo, mas arrogante Fantasma Ninja que é um Mestre de Pac-Fu. Voz brasileira: Márcio Simões
- Capitão, Ele não parece viver no Mundo Inferior e sempre navega no céu e no espaço. Voz brasileira: Luiz Carlos Persy
- Blinky, Inky, Pinky e Clyde, são um grupo de fantasmas capangas de Tráidor e originados dos jogos do Pac-Man. Ao contrário dos jogos eles não são realmente maus e chegam até a ajudar Pac-Man e seus amigos algumas vezes. Blinky é o líder vermelho, Inky é o menor azul, Pinky é a rosa e única garota, e Clyde é o grandalhão laranja. Vozes brasileiras: Gustavo Nader (Blinky), McKeidy Lisita (Inky), Bruna Laynes (Pinky) e Marcelo Garcia (Clyde)

### Cabeças Pontudas
Apex, Um dos dois principais antagonistas da série. Voz original: Colin Murdock; Voz brasileira: Manolo Rey
- Professor Cérebro Pontudo, Um cientista do Cabeça Pontuda que assiste Apex e parece ser tão inteligentes quanto o Sr. Cumference e o Dr. Buttocks. Voz brasileira: Cafi Balloussier
- Tip, Ele se tornou ambos os amigos e rivais com Pac-Man durante a corrida. Voz brasileira: Mário Tupinambá Filho

### Outros Personagens
- Múmia Mágica, Um assistente tornar estranho de Quase humano. Voz brasileira: Jorge Lucas
- Dentaduras da Perdição, Um conjunto de dentaduras que vivem originalmente de propriedade de um assistente de múmia mágica antiga que acidentalmente traz à vida e transformar mal. Voz brasileira: Francisco Jr.
- Gina, O Dr. Buttocks encontrou a lâmpada e enganou Pac-Man para encontrar e lançar ela. Voz brasileira: Maíra Góes
- Count Pácula, A vam-pac vilão do Mundo Inferior com uma aparência que se assemelha a um Pac-Pessoa. Count Pácula só pode ser convocado quando duas luas ficam azuis à cada 100 Halloweens. Voz brasileira: Ricardo Schnetzer
- Ghoulasha, A verruga Etérea-bruxa do Mundo Inferior que tem uma queda por Tráidor e se ofereceu para colocar uma azaração em Pac-Man em troca de ele se casar com ela, mas ele se recusou e o Dr. Buttocks acaba como o noivo. Voz brasileira: Márcia Coutinho
- Dr. Packenstein, é o cérebro falando no vidro, ele está com o ajudante fantasma. Dr. Packenstein está vivendo em Castelo da Transylvania. Voz brasileira: Hélio Ribeiro

| Personagens | Personagens   | Personagens           |
| ----------- | ------------- | --------------------- |
| Pac         | Erin Mathews  | Rodrigo Antas         |
| Espiral     | Sam Vincent   | Wirley Contaifer      |
| Cilindra    | Andrea Libman | Ana Elena Bittencourt |

## Lançados
| País/Região    | Emissora(s)                                    | Estreia                 |
| -------------- | ---------------------------------------------- | ----------------------- |
| Estados Unidos | Disney XD                                      | 15 de julho de 2013     |
| Canadá         | Family Chrgd (como Disney XD)                  | 17 de março de 2014     |
| América Latina | Discovery Kids                                 | outubro de 2015         |
| Brasil         | Gloob, Netflix e Rede Bandeirantes             | 27 de setembro de 2013  |
| Portugal       | SIC K, SIC, Biggs e Netflix                    | 19 de abril de 2014     |
| Espanha        | Canal Panda e Clan                             | 1 de julho de 2013      |
| França         | Canal J, Gulli e Disney XD (só a 2ª temporada) | 1 de novembro de 2013   |
| Alemanha       | Disney XD e Disney Channel                     | 19 de abril de 2014     |
| Polónia        | teleTOON+                                      | 10 de fevereiro de 2014 |
| Hungria        | Megamax                                        | 10 de janeiro de 2014   |
| Itália         | Disney XD e K2                                 | 8 de setembro de 2014   |
| Turquia        | Disney Channel                                 | 10 de março de 2014     |
| Japão          | Tokyo MX e BS11                                | 5 de abril de 2014      |

## Episódios
| Temporadas | Temporadas | Episódios | Exibição nos EUA    | Exibição nos EUA      | Exibição no Brasil     | Exibição no Brasil | Exibição em Portugal | Exibição em Portugal |
| Temporadas | Temporadas | Episódios | Estreia             | Final                 | Estreia                | Final              | Estreia              | Final                |
| ---------- | ---------- | --------- | ------------------- | --------------------- | ---------------------- | ------------------ | -------------------- | -------------------- |
|            | 1          | 26        | 15 de julho de 2013 | 9 de novembro de 2013 | 30 de setembro de 2013 | TBA                | TBA                  | TBA                  |
|            | 2          | 26        | 9 de junho de 2014  | TBA                   | TBA                    | TBA                | TBA                  | TBA                  |